# نیکولا فریچ
نیکولا فریچ (فرانسوی: Nicolas Fritsch‎؛ زادهٔ ۱۹ دسامبر ۱۹۷۸) دوچرخه‌سوار اهل فرانسه است.